# Kingfisher Tower

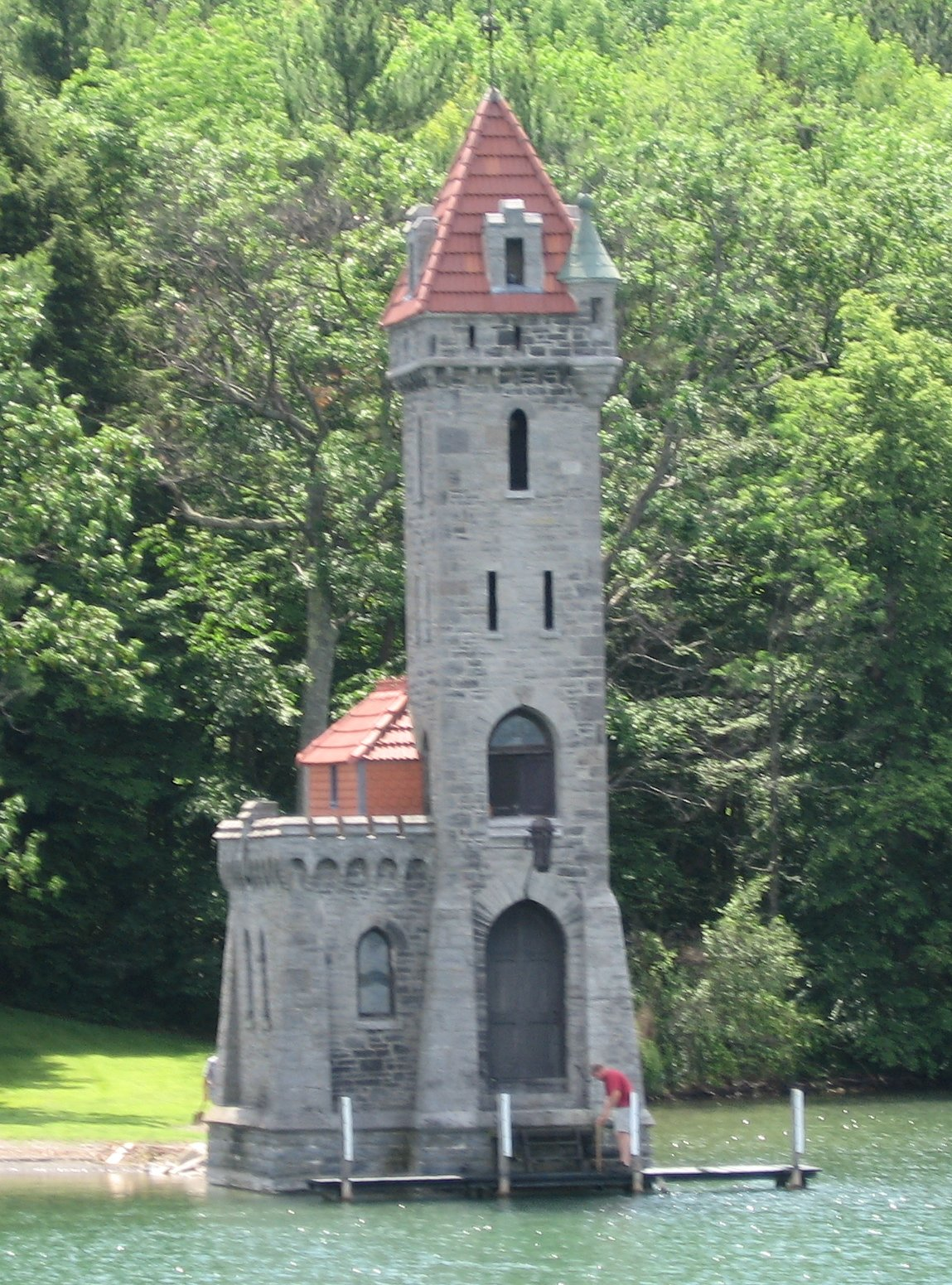
Kingfisher Tower (2006)

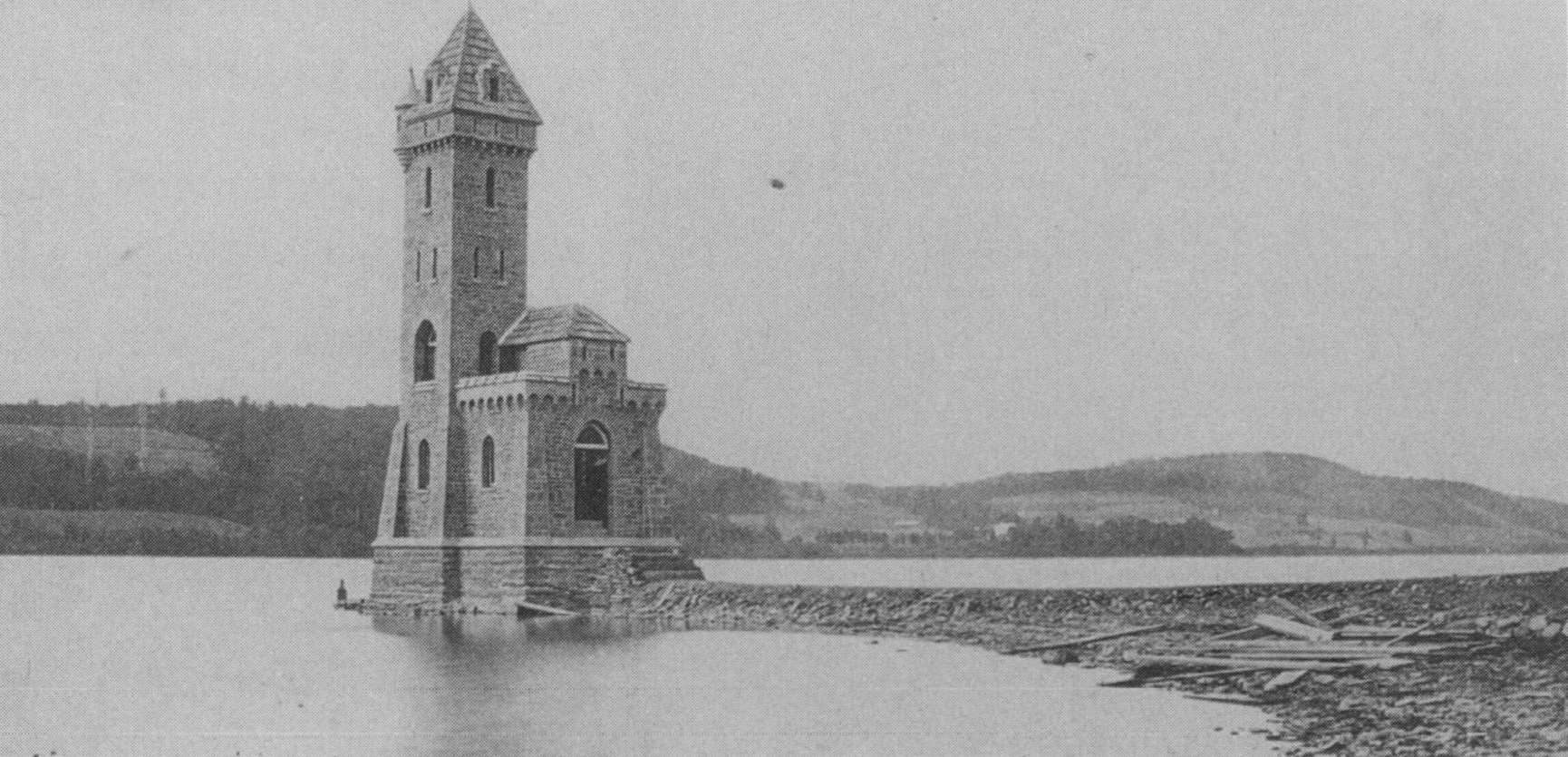
Kingfisher Tower um 1880

Der Kingfisher Tower ist ein etwa 18 Meter hoher Aussichtsturm in der Nähe von Cooperstown im US-Bundesstaat New York.
Der für Edward Clark, dem Präsidenten des Singer-Nähmaschinenunternehmens, 1876 im Stil der Neugotik erbaute Turm diente nie einem eigentlichen Zweck, sondern war als Folly (Narrheit) gedacht und war ein reiner Staffagebau. Der Architekt Henry Janeway Hardenbergh ließ sich von der Rheinromantik beeinflussen und errichtete den Turm am Ostufer des Otsego Lake, am Point Judith auf dem Familienbesitz der Clarks. Der Turm befindet sich bis heute in Privatbesitz und kann nicht besichtigt werden.